# Jesús Alfaro Ligero
Jesús Alfaro Ligero (La Palma del Condado, Huelva, Andalucía, 24 de junio de 1991) es un futbolista profesional español que juega en la posición de extremo y forma parte de la plantilla del Kolding IF de la Primera División de Dinamarca.

## Trayectoria
Se formó en el Sevilla, jugando cuatro temporadas en el filial desde los 18 años, una en el Arroyo de Extremadura, y de ahí pasó al Algeciras donde jugó 38 partidos con 12 goles y llamando la atención de muchos equipos.
A continuación saltó para Alcoy para jugar en el Club Deportivo Alcoyano, jugando dos temporadas hasta hacer su exploit en la temporada 2015-16 siendo titular en 35 partidos de liga y un total de 3.079 minutos. Con un bagaje de 10 goles, se convirtió en una de las sensaciones del Grupo 3 de la Segunda B, siendo ya un jugador experto en la categoría al llevar desde los dieciocho años jugando en la categoría de bronce del fútbol español.
En verano de 2016, firma con el Fútbol Club Barcelona "B", con el que ascendería de categoría al término de la temporada 2016-17. En la temporada 2017-18, se convertiría en uno de los capitanes del equipo del filial culé para jugar en la Liga 123.
El 17 de enero de 2018 firma por el Real Zaragoza por lo que resta de temporada y dos más.
En la temporada 2018-19, llega como cedido al Real Murcia CF de la Segunda División B, pero en el mercado de invierno, rescinde su contrato y firma por el Hércules CF de la misma categoría, como cedido por el Real Zaragoza hasta el final de la temporada.
En verano de 2019, firma en propiedad con el Hércules CF de la Segunda División B, donde jugaría durante dos más. 
Durante la temporada 2020-21, en las filas del equipo alicantino disputó 22 encuentros y 1.147 minutos.
El 6 de junio de 2021, firma por la Unión Deportiva Logroñés de Primera División RFEF.
El 14 de julio de 2022, firma con el C.D. Badajoz de la Primera Federación, por dos temporadas, aunque debido al descenso del club pacense quedaría libre al finalizar la temporada 2022-23.
En verano de 2023 abandonaría España para firmar por el Wisła Cracovia de la I Liga de Polonia, donde lograría ganar la Copa de Polonia.

## Clubes
| Club                                | País      | Año       |
| ----------------------------------- | --------- | --------- |
| Sevilla F. C. "C"                   | España    | 2010-2011 |
| Sevilla Atlético                    | España    | 2011-2013 |
| Arroyo C. P.                        | España    | 2013      |
| Algeciras C. F.                     | España    | 2013-2014 |
| C. D. Alcoyano                      | España    | 2014-2016 |
| F. C. Barcelona "B"                 | España    | 2016-2018 |
| Real Zaragoza                       | España    | 2018-2019 |
| Real Murcia C. F. (cedido)          | España    | 2018      |
| Hércules de Alicante C. F. (cedido) | España    | 2019      |
| Hércules de Alicante C. F.          | España    | 2019-2021 |
| U. D. Logroñés                      | España    | 2021-2022 |
| C. D. Badajoz                       | España    | 2022-2023 |
| Wisła Cracovia                      | Polonia   | 2023-2025 |
| Kolding IF                          | Dinamarca | 2025-     |

## Palmarés

### Títulos nacionales
| Título          | Club           | País    | Año  |
| --------------- | -------------- | ------- | ---- |
| Copa de Polonia | Wisła Cracovia | Polonia | 2024 |